# Rio Calombé
Rio Calombé é um rio do município de Duque de Caixias, RJ, Brasil.
O rio corta os bairros de Figueira e Pilar.
Completamente poluído, o rio sofre não somente com lançamento de esgoto, mas também com rejeitos químicos inflamáveis de fábricas de seus arredores. Tais rejeitos podem por vezes provocar incêndios dentro do curso de água, o que chega a representar perigo para os moradores da proximidade.